# Planèzes
Planèzes är en kommun i departementet Pyrénées-Orientales i regionen Occitanien i södra Frankrike. Kommunen ligger i kantonen Latour-de-France som tillhör arrondissementet Perpignan. År 2022 hade Planèzes 96 invånare.

## Befolkningsutveckling
Antalet invånare i kommunen Planèzes
| Referens: INSEE |